# Регіональна мова
Регіона́льна мо́ва — як визначає Європейська хартія регіональних мов або мов меншин (частина I, стаття 1): «регіональні мови або мови меншин» (regional or minority languages) — це мови, які:
1. традиційно використовуються в межах певної території держави громадянами цієї держави, які складають групу, що за чисельністю менша, ніж решта населення цієї держави;
2. відрізняються від офіційної мови (мов) цієї держави; за винятком діалектів офіційної мови (мов) цієї держави або мов мігрантів.

Визнання регіональних мов або мов меншин не можна плутати із визнанням мови як офіційної.
Саме поняття «регіональна мова» викликає певні труднощі у політиків і лінгвістів, особливо в разі поширення близькоспоріднених мов, коли важко розмежувати поняття мову й діалект. Подібна ситуація спостерігається в Китаї, Франції, романських країнах.

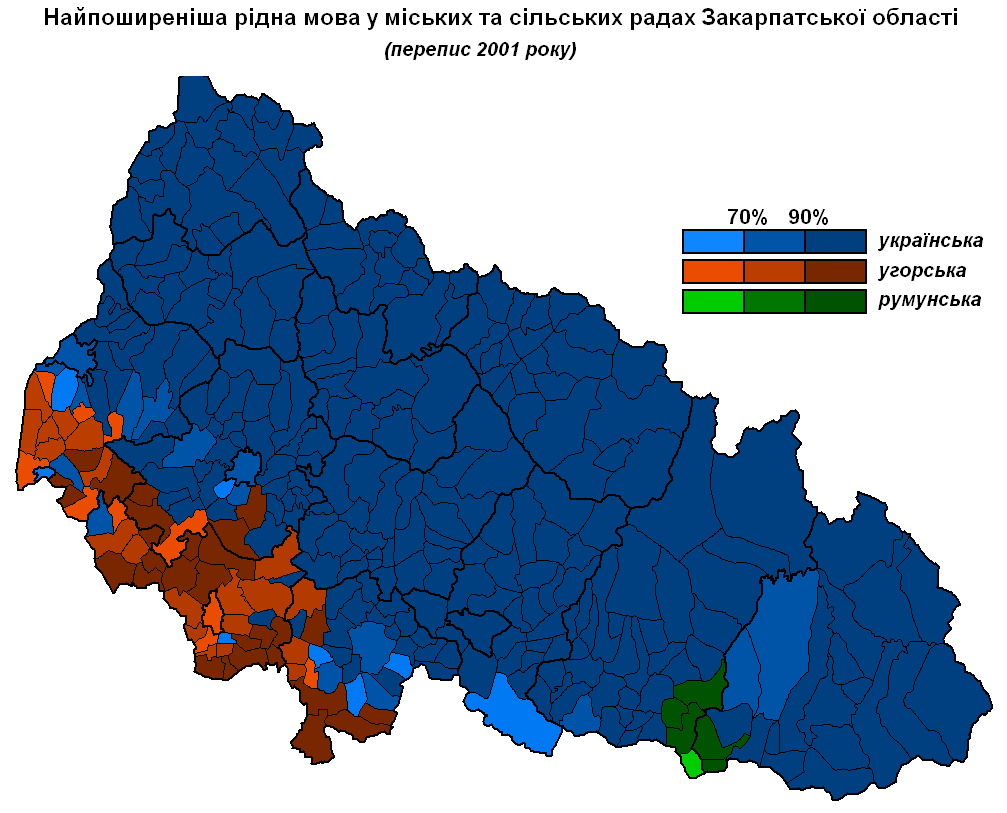
Рідна мова у містах і сільрадах Закарпатської області (2001)

## Статус регіональних мов або мов меншин

Ратифікація Європейської хартії регіональних мов або мов меншин

Метою Хартії є «захист і розвиток історичних регіональних мов і мов національних меншин у Європі». Наприклад — німецька мова є регіональною у Вірменії, Боснії і Герцеговині, Данії, Хорватії, Польщі, Румунії, Швейцарії, Сербії, Словаччині, Чехії, Україні, Угорщині. 
Європейська хартія пропонує перелік суспільних сфер вживання (освітня, адміністративна, медійна тощо) та набір ділянок і засобів, які можуть слугувати для підтримки вживання певної регіональної або міноритарної мови паралельно з офіційною/державною мовою держави. Кожна держава сама обирає собі формулу та рівень підтримки для кожної регіональної або міноритарної мови, з урахуванням стану мови, в межах певних територій, виходячи зі своєї конкретної ситуації та потреб.

## В Україні
15 травня 2003 року Верховна Рада України ратифікувала Європейську хартію регіональних мов або мов меншин. Положення Хартії застосовуються до таких національних меншин України: білоруської, болгарської, гагаузької, грецької, єврейської, кримськотатарської, молдавської, німецької, польської, російської, румунської, словацької та угорської. Застосування державної мови, мов національних меншин та корінних народів України регулюється законами: Про забезпечення функціонування української мови як державної, Про національні меншини (спільноти) України та Про корінні народи України.
Згідно з Законом України «Про засади державної мовної політики», який набрав чинності 10 серпня 2012 року, декларується, що за умови, якщо кількість осіб — носіїв регіональної мови, що проживають на території адміністративної одиниці, становить 10 і більше % чисельності її населення, для цього регіональній мові на даній території вводиться цілий ряд преференцій та офіційний статус в адміністративній одиниці. Опоненти закону наголошували, що він побудований на підміні понять, яка наділяє статус регіональної мови невластивими ознаками, притаманними рівню державної мови. 28 лютого 2018 року № 2-р/2018 Конституційний Суд України визнав таким, що не відповідає Конституції України (неконституційним) Закон України «Про засади державної мовної політики».